# Ecce homo (film, 1918)
Pour les articles homonymes, voir Ecce homo.
Pour plus de détails, voir Fiche technique et Distribution.
Ecce homo (connu également sous le titre Le Soleil noir) est un film français réalisé par Abel Gance en 1918, resté inachevé.

## Synopsis
Une sorte de prophète tente de consoler les hommes en cette fin de Première Guerre mondiale. Incompris, il est interné dans un asile psychiatrique. Pour convaincre, il décide finalement d'utiliser le cinéma.

## Fiche technique
- Titre original : Ecce homo ou Le Soleil noir
- Réalisation : Abel Gance
- Scénario : Abel Gance
- Photographie : Léonce-Henri Burel
- Production : Louis Nalpas
- Société de production : Le Film d'art
- Pays d'origine :  France
- Langue originale : français
- Format : Noir et blanc — 35 mm — 1,33:1 — Film muet
- Genre : drame
- Durée : film inachevé, environ 3 heures de prises de vues tournées

## Distribution
- Albert t'Serstevens : Jean Novalic
- Sylvio de Pedrelli
- Berthe Bady
- Dourga

## Production
Ce film restera inachevé (trois heures de rushes), et Abel Gance commence à la place le film J'accuse.

« Je m'aperçois bien vite que mon sujet est trop élevé pour tout ce qui m'entoure, pour mes acteurs même qui ne dégagent pas une suffisante radioactivité. Je me tuerai bien vite si je continue à donner ce voltage en pure perte. »

— Abel Gance